# 山陽電気鉄道2000系電車
山陽電気鉄道2000系電車（さんようでんきてつどう2000けいでんしゃ）は、山陽電気鉄道（山陽）がかつて保有していた電車である。特急用の2扉車と、ラッシュ対策を考慮した3扉車が在籍していた。
なお、本項では狭義の2000系のみについて記述している。本系列と同形の車体を使用した車体更新車の2700系電車及びその機器更新車2300系電車については各々の項目で紹介する。

## 概要
1956年（昭和31年）から1963年（昭和38年）にかけて川崎車輌で計24両が製造された。山陽電鉄初のWN駆動方式を採用して製作された19m級高性能電車である。一部は820形・850形の後継特急車として2扉転換クロスシート仕様で製作された。その他、車体構造や台車等について新技術の先行導入が試みられた他、利用客増加に伴う混雑緩和への対応も図られたことから、製造時期によって仕様・外観は大きく異なる。

## 車種構成
車種は以下の各形式で構成される。
- モハ2000形2000・2002・2004・2006・2008・2010・2012・2014
  - 電鉄兵庫（三宮）寄り制御電動車 (Mc)
- モハ2000形2001・2003・2005・2007・2009・2011・2013・2015
  - 姫路寄り制御電動車 (Mc)
- サハ2500形2500・2502 - 2508
  - 付随車 (T)

## 1次車

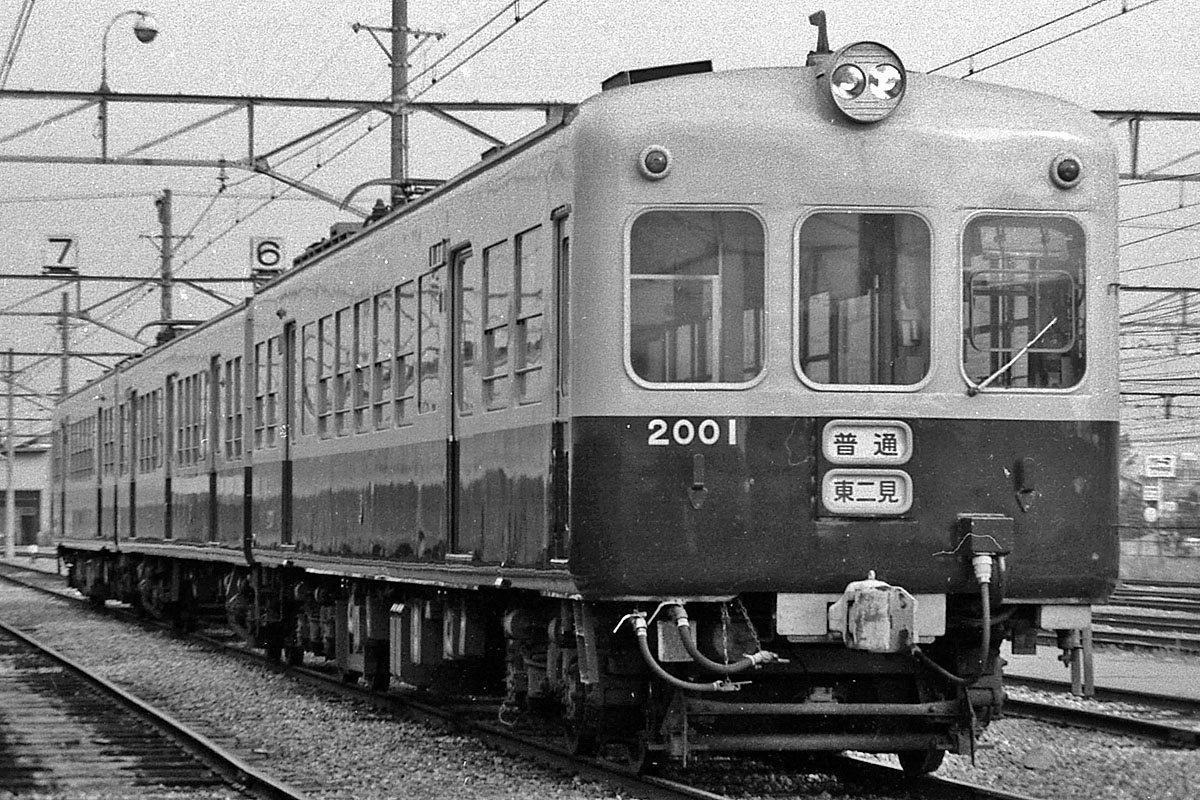
2001

1956年（昭和31年）に製造された第一陣で、2000形2000・2001の2両を背中合わせに連結した2両編成1本で落成した。
当初は100形更新車の250形258・259として製造される予定であったものが計画変更され、初の高性能完全新車となったものである。窓配置はd2D (1) 5 (1) D2（dは乗務員扉、Dは客用扉、(1) は戸袋窓となる）である。
前面は半流線形非貫通3枚窓で、前照灯は上部中央に1灯が半埋込みの形で取り付けられた。尾灯は従来通り上部に左右1灯ずつ設けられているが、外付け式ではなく埋め込み式となった。座席はロングシートだが、特急運用を前提に低座面仕様となっており、グローブ付きの室内灯、幅1 mの大型窓、パイプ式荷棚、広幅貫通路と、関西私鉄らしい優美さを持つ。なお、この車体は設計当時存在した「私鉄標準車体仕様書」で制定されたL-2L仕様に忠実に従う設計で、その構想において現在の東急5000系電車などの規格設計車両の元祖にあたるものであった。
駆動システムはWNドライブで、主電動機は珍しい川崎車輛製K3-1504-Aを1両あたり4基搭載していた。この主電動機は当時の標準軌間向け高性能電車用としては比較的強力な部類に入り、山陽の線路条件を勘案するとMc-Mcの2両編成で使用するには明らかに過剰性能であったが、これは将来併用軌道区間における3両編成運用が許可された際に、付随車 (T) 1両を編成に挿入することを踏まえての措置であった。
このグループの開発当時、神戸高速鉄道の構想は存在したものの具体的な内容は定まっておらず、関係線区の架線電圧が山陽電鉄の直流1,500 Vに対して阪急電鉄（阪急）神戸本線・阪神電気鉄道（阪神）本線では直流600 Vと相違していたことからこれに車両側で対処すべく、複電圧仕様で設計されていた。このため制御器は2両の制御器のカム軸を同期動作させて電動機群の直並列切り替えで直流600 V / 1,500 Vに対応する、いわゆる親子方式あるいはオシドリ方式の川崎重工業製KMC-101電動カム軸式制御器（直列14段、並列9段、弱め界磁3段）が各車に搭載され、複雑な構造のために故障が多発して保守に大変な苦労を強いられたという。車両間にはこの複雑な機構の関係で非常に多くの電線が引き通されていたが、都営地下鉄1号線直通運転開始前の京浜急行電鉄が採用していたK-2-Aウェスティングハウス式密着連結器と同系の、中央部に電気連結器を内蔵する三菱電機製K-2-B密着連結器を使用することでスマートにまとめられていた。
また、主電動機の定格出力が大きめに設定されたことには、主電動機の端子電圧が降下する関係で出力がダウンする直流600 V区間での走行時に所定の走行性能を確保する意味合いも含まれており、端子電圧600 V時には約90 kWの定格出力が得られる設計であった。
なお、90 kW級では架線電圧直流600 V時代の阪急神戸線でMc-T-Mc運用を行うにはやや不十分であるが、Mc-M（中間電動車）-Mcのオール電動車による3両編成とすると当時の山陽の変電所設備に対しては電流過大で負担が大きすぎ、また阪急電車でも過剰出力となることなど、神戸高速鉄道を介した阪急電車・阪神電車との乗り入れには解決すべき課題が多かった。
就役開始時は、パンタグラフ隣接による押し上げ力過剰で架線に悪影響が出るのを防ぐ目的で、2001についてはパンタグラフが搭載されておらず、2000から母線引き通しで給電されていたが、後の中間車挿入による3両編成化時に追加搭載が実施されて他編成と揃えられている。
台車は川崎車輛独自の軸梁式台車であるOK-15が採用された。これは820形830 - 831編成で試用されたOK-3の改良型に当たり、カルダン駆動化によるばね下重量の大幅な軽減と、これに伴う衝撃の減少によって乗り心地が飛躍的に向上した。ブレーキは中継弁付きのA動作弁によるAMA-R自動空気ブレーキを基本として、電空同期による発電制動との連動や電磁同期弁による応答性能の向上が図られたARSE-D中継弁付き電磁自動空気ブレーキで、電制の動作時にはHSC-D電磁直通ブレーキとは異なる独特の制動音を響かせていた。
後に神戸高速鉄道への乗り入れと前後してATSや前面中央に行先表示器の取り付け改造を受けた他、前照灯のシールドビーム2灯化や前面窓のHゴム支持化、運転席のかさ上げによる運転席正面窓の小型化が実施された程度で大きな変化はなく、1990年（平成2年）に5000系に置き換えられて廃車となった。

## 2次車・3次車
1957年（昭和32年）に2次車として2000形6両（2002 - 2007）が、1959年（昭和34年）に3次車として2000形2両（2008・2009）と2500形3両（2502 - 2504）がそれぞれ製造された。2000系唯一の量産グループで、窓配置はd1 (1) D9D (1) 2（2000形）および2 (1) D10D (1) 2（2500形）である。
私鉄標準車体仕様書が関係各社の賛同をほとんど得られないまま立消えになったことと、1958年の完成に向けて着々と工事が進められていた日本国有鉄道（国鉄）山陽本線の姫路電化に備え、陳腐化が目立ち始めていた820・850形に代わる本格的な特急用車両が求められていたことから、側面窓配置、内装を大幅に変更し、850形に準じたシートピッチ910 mmの転換クロスシートとそれに合せた800 mm幅の狭窓となった。前面は1次車と同一だが、前面窓は最後まで原形を保っていた2008・2009を含め、窓ガラスの固定方法こそ途中で漏水対策としてHゴム支持に変更されたものの、寸法はほとんど変更されずに終わっている。機器類の構成も基本的に1次車と同一だが、主電動機は川崎製と同等の性能を備える三菱電機MB-3037-Aへ、制御器も改良型のKMC-102へ変更されている。また、台車はOK-15の実績を基に小改良したOK-15Aとなった。
長い折衝の末に監督官庁や所轄警察署の許認可を得て、懸案であった電鉄兵庫付近の併用軌道上における3両編成での列車運行が可能となったことで、1959年に追加製作された中間車である2500形は計画通りT車とされた。その車両番号の下1桁は同期製作で編成を組む電動車のうち、偶数番号車の下1桁の半分の値を取って付番されたが、実際には必ずしも対応する電動車とのみ連結されていた訳ではなく、時期によってはこのグループのものが1次車編成に組み込まれていたケースや、このグループの電動車に5次車のアルミ製中間車が組み込まれたケースもあるなど、検査などの都合に合わせて弾力的な運用が実施されていた。
こちらの台車はやはり軸梁式のOK-21で、OK-15系に比して揺れ枕吊りの構造が大幅に改良され、揺れ枕部にオイルダンパとボルスタアンカーが追加されて乗り心地の改善が図られている。
1959年（昭和34年）に追加製作された2008-2009は、ラッシュ対策として扉間の両端各1列分をロングシートとしていた。さらにこの2両は翌年4次車の電動車を転換クロスシート仕様で導入するにあたり、混雑対応のため全ロングシート化された。その他の編成も次第に混雑時の乗降に耐えられなくなり、また複雑な制御器のメンテナンスに手を焼いたこともあって、神戸高速鉄道開業後、3000系の増備が一段落した1969年（昭和44年）より電動車の電装解除と運転台撤去と扉増設、ロングシート化、ブレーキのHSC化、引き通し線の3000系仕様化、行先表示器等の追加設置などを実施した上で3000系3550形に編入された。この際発生したMB-3037系モーターは3200形に流用され、余すことなく有効活用された。このグループの3550形への改造後は、1986年（昭和61年）に5000系が登場するまで山陽電鉄のクロスシート車は製造されなかった。
また、このグループから改造された3550形の多くは、2300系改造車（3560番台）に置き換えられ、1998年（平成10年）に廃車されている。
車両番号の対応は以下の通り。
| 新番号 | 旧番号 | 改造年月日 | 備考                     |
| ------ | ------ | ---------- | ------------------------ |
| 3550   | 2503   | 1969/11/28 | 1990年、救援車1500に改造 |
| 3551   | 2004   | 1969/12/26 | 1989/7/31 廃車           |
| 3552   | 2005   | 1969/12/8  | 1985/10/15 廃車          |
| 3553   | 2502   | 1970/7/11  | 1998/6/5 廃車            |
| 3554   | 2006   | 1970/7/11  | 1998/3/31 廃車           |
| 3555   | 2007   | 1970/8/26  | 2003/2/28 廃車           |
| 3556   | 2504   | 1970/12/12 | 2003/2/28廃車            |
| 3557   | 2002   | 1970/10/19 | 2001/11/20廃車           |
| 3558   | 2003   | 1970/12/12 | 1998/6/5廃車             |

改造されずに残った2000形2008・2009の2両は3550形に改造された僚車のように冷房装置が搭載されることもなく、2扉ロングシートのまま6次車の2508を挟んで普通車として運用が続けられたが、5000系増備に伴い1989年（平成元年）に廃車された。ただし、当グループの電動車の主電動機はいずれも最終的に3200形に流用されており、2011年（平成23年）現在も全数が現役である。また、3550は狭幅に改造されていた貫通路を広幅に復元して両開き扉を設置するなどの改造を施し、塗色もクリーム地に水色帯へ変更した上で救援車1500となった。
この1500は通常は東二見車両基地に常駐しており、山陽在籍車では最後の非冷房車であったが、2010年6月30日付で廃車された。

## 4次車（第1次ステンレスカー）

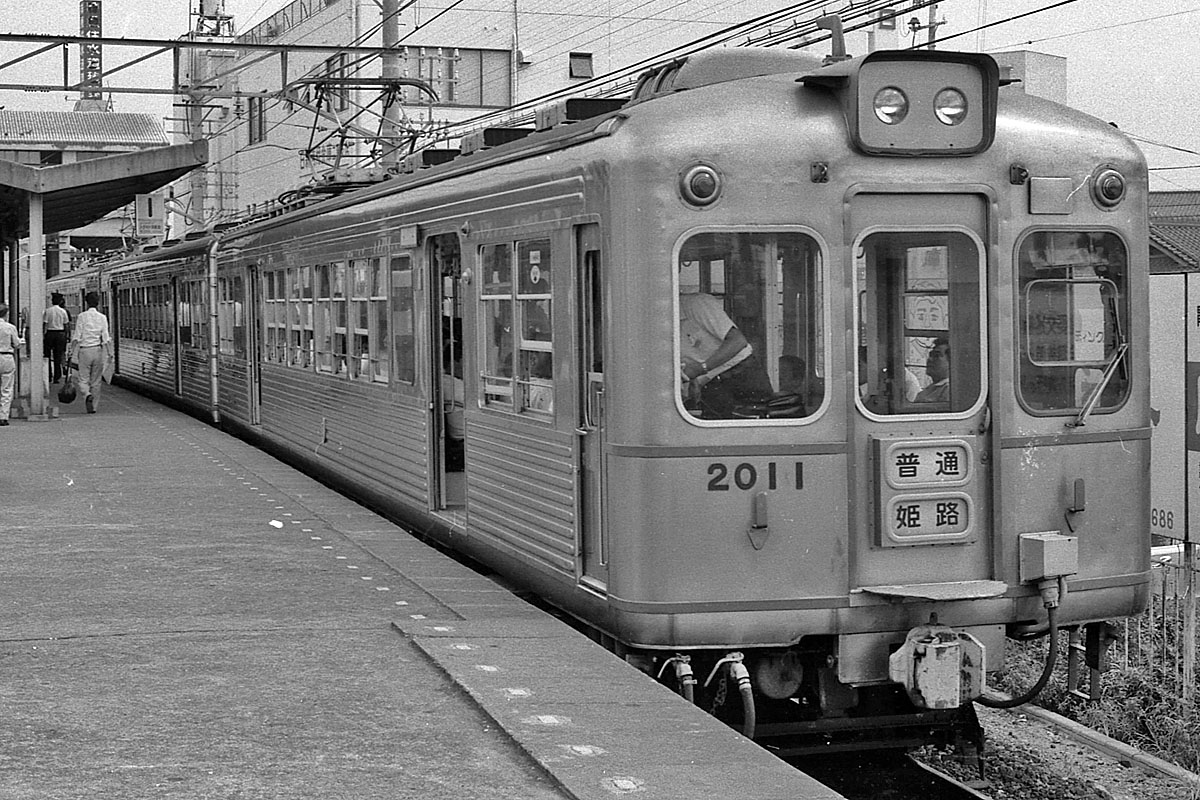
2011

1960年（昭和35年）製造の試作車である2500形2500と、それに続いて製作された2000形2010・2011の3両1編成から成る。窓配置は「d1 (1) D9D (1) 2」および「2 (1) D9D (1) 2」。
当時実用化へ向けて開発が進められていたステンレス製の車両で、無塗装化による保守コストの削減を確認することを目的として計画された。
構体は台枠や骨組が普通鋼製で外板をステンレスとした、いわゆるスキンステンレス車両である。長期にわたり、製造メーカーである川崎車輛→川崎重工によるステンレス車体の実用評価試験車としての役割を果たした。無塗装であるが、アクセント兼警戒色として赤帯が2本巻かれた。この金属地肌に赤帯というデザインは、後の山陽電鉄の車両で幅広く採用され、山陽電鉄のコーポレートカラーに赤が選定されることにもつながることとなる。
基本設計は2次車・3次車に準じるが、窓がアルミサッシ製となりユニット化されたこと、前照灯が国鉄EF61形電気機関車のように四角い枠の中に納められたこと、主電動機がマイナーチェンジされMB-3037-A2となり、台車が2700系で一時試用されたOK-20軸梁式空気ばね台車の成果を踏まえた大径心皿軸梁式空気ばね台車のOK-23（T車）およびOK-24（Mc車）に変更されたこと、地下線乗り入れを意識して前面に貫通扉が取り付けられたこと等が2次車からの改良点である。
このグループの乗り心地は良好で、冷房装置さえあれば1980年代でも充分に通用するものであったが、コンプレッサーの容量増大が必要でイニシャルコストも大きかったためか、以後山陽では神戸高速鉄道開業に伴う3000系の大量増備が落ち着いた後の3050系3056Fまで空気ばね台車は採用されていない。
付随車2500は、メーカーのステンレス車体試作車として半年ほど早く完成した。同車は試作要素が強いため2500形の最若番とされたが、同様な最若番の1次車とは車内見付が異なるため編成は組まず、2010・2011の竣工までは2次車と編成を組んでいた。また、次に製作された2500形は2504の続番となり2505と付番されたため、2500形は2501が欠番となっている。
このグループは1989年（平成元年）に廃車となった。廃車後は主電動機を3200形に供出し、パンタグラフ等も外された状態で東二見車両基地に長期にわたって留置されていたが、1999年（平成11年）に解体されている。

## 5次車（アルミカー）

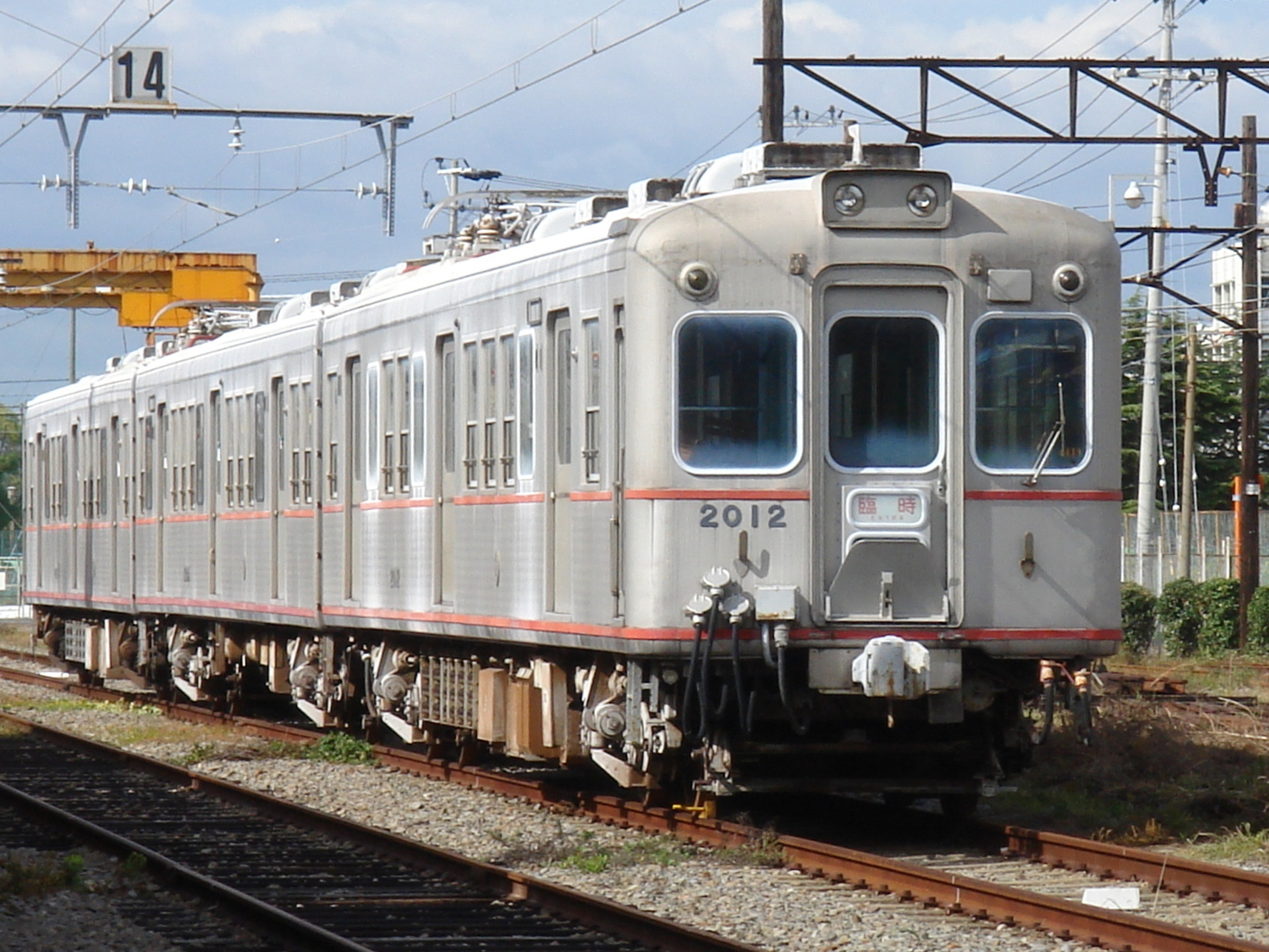
東二見車両基地にて保存されている2000系アルミ車両（一般公開時に撮影）

1962年（昭和37年）に製造された3両編成2本のうち、2000形2012・2013、2500形2505による編成が該当する。今回からラッシュ対策として3扉ロングシート車となり、窓配置は「d1D (1) 2 (1) D3 (1) D1」および「1 (1) D3 (1) D3 (1) D2」に変更された。
車体は川崎車輛がドイツのWMD社と提携して、そのライセンスの下で製作した。5000番台・6000番台のアルミニウム合金の押し出し材が全面採用され、オールアルミ製車両となった。本グループのアルミ合金化は川崎車輛によるテストベッドとしての性格が強かったこともあって徹底しており、貫通路桟板を含め車体の金属製部品の大半がアルミ化されていた。
これら3両の製造時点ではアルミ合金の溶接その他の設計加工技術が材質研究を含め半ば手探り状態であったこともあり、骨組の重要部分には慎重を期してリベット接合が併用され、しかも車体のひずみを目立たなくさせるためにウロコ状の模様を描く加工・バフ掛けが側板に施されていた。さらに、外板はパンタグラフの摺動によって飛散した銅粉の付着などで車体が腐食するのを恐れてクリアラッカーでオーバーコーティングされていたが、これは就役後洗車を定期的かつ高頻度に行えば不要と判明し早期に中止されている。
台車は新設計されたがコストダウンのためか空気ばねは継承されず、Mc車はOK-25、T車はOK-21Aといずれも枕ばねをコイルばねとした軸梁式台車となり、主電動機は更なる改良でMB-3037-A3となった。また、前照灯は当初よりシールドビームが採用された。ライトケースはライトが小さくなったことにより上下の幅が縮小され、逆に横方向は2灯を横並びに配したため、若干長くなった。
新造後、3000系が出揃うまでは特急を中心に充当され、阪急・阪神への乗り入れ運用にも就いていたが、以後は普通用として他の2000系各車とともに神戸高速鉄道乗り入れ運用を含む本線・網干線の運用に充当された。
このグループも前面に行先表示器の取付が行われ、貫通路の桟板などアルミ製で耐摩耗性や耐久性の面から問題が発生したいくつかの部品が鋼製品に交換された以外は、ほぼ原形を保ったまま運用に就いていた。5000系の増備に伴い1990年（平成2年）に廃車となったが、廃車後も歴史的・産業考古学的な価値が高いことから東二見車庫の構内に保管されており、2000年代以降は整備されてイベント時に公開されることも多く、事故・災害等の訓練でも活用されている。

## 5次車（第2次ステンレスカー）

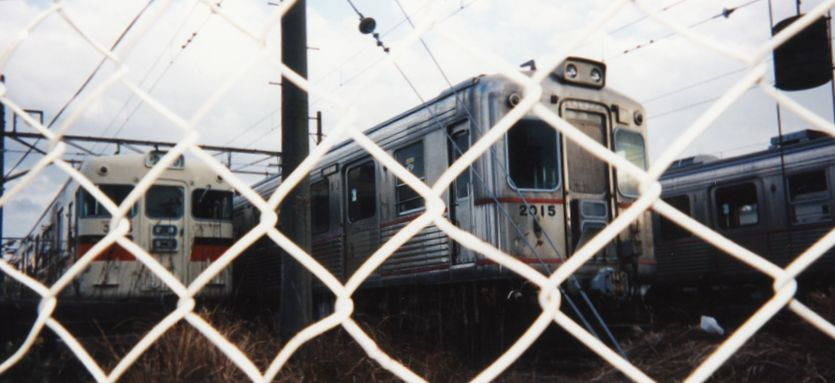
保管中の第2次ステンレスカー（中央:2015、右:2506）。撮影時、こちらは編成が分割されていた。

1962年に製造された3両編成2本のうち、2000形2014・2015、2500形2506による編成が該当する。
ステンレス車とアルミ車の有効性を比較検討するために、アルミ製5次車と同形態のスキンステンレス製車体として製造された車両である。そのため、窓配置はアルミ車と全く同じで、装備品や機器配置も極力同一とされている。ただし、構体骨組が鋼製で重量がやや重く、台車はアルミ車と同仕様ながら軸ばねのばね定数その他が強化されたOK-25AおよびOK-21Bを装着し、主電動機はMB-3037-A3がそのまま採用されている。
運用状況は他の2000系各車と同様であったが、アルミ製5次車に先駆けて1989年（平成元年）に除籍された。廃車後は東二見車両基地構内の片隅に長らく保管されていたが、その後2001年（平成13年）に5030系の増備で構内が手狭になったことから2014・2015は解体された。中間車である2506のみは倉庫として現存していたが、2017年1月ごろに3000系3003との置き換えで撤去され、解体されている。これによって、山陽電鉄からステンレス車両が消滅した。
このグループについてもMB-3037系電動機をはじめとする一部電装品が2300系や3200形に転用されている。

## 6次車
1963年（昭和38年）に2000系全編成の3両編成化にあたって不足する中間車を補うべく2507・2508の2両が製造された。窓配置は5次車の中間車と同一であるが、こちらはアルミサッシを備えるものの、車体そのものは3次車までと同じく普通鋼製である。
台車も5次車の中間車と同系だが、仕様変更が行われてOK-21Cとなった。
2000系をすべて3両編成とするために製造された中間車であり、車体は同時期製作の2700系3扉車の中間車版と言えるデザインとなっている。連結相手は2扉車だが、ラッシュ対策を優先して3扉車とされた。この2両をもって2000系の製造は終了している。
元々3扉車であるが3550形へは改造されず、1970年（昭和45年）以降は2扉車2000・2001および2008・2009の中間に組み込まれて3連を組成していた。
1990年（平成2年）までに全車廃車された。いずれも転用されることなく解体されている。